# Sayre (Oklahoma)
Pour les articles homonymes, voir Sayre.
La ville de Sayre est le siège du comté de Beckham, dans l’État de l’Oklahoma, aux États-Unis. Sa population s’élevait à 4 375 habitants lors du recensement de 2010, estimée à 4 463 habitants en 2018.

## Histoire
Sayre a été fondée en 1901.

## Patrimoine
La Sayre Champlin Service Station est une ancienne station-service inscrite au Registre national des lieux historiques depuis le 3 mars 2004.